# 연우진
연우진(본명: 김봉회, 1984년 7월 5일 ~ )은 대한민국의 배우이다.

## 생애
강원특별자치도 강릉시에서 태어나 자랐다. 2남 중 장남이다. 아버지가 강릉시에서 미술교사였던 것은 잘 알려져있는데, 연우진이 2012년 MBC 《아랑사또전》에 출연할 당시 작고하셨다. 연우진은 '아버지가 어릴 적에 미술관이나 산, 바다에 자주 데리고 다니셨는데, 그 땐 싫었지만 지나고보니 예술적 감성을 키우는 데 도움이 된 것 같다'고 말한 적이 있다.
2014년《황금어장 라디오스타》'보기보다 웃기네' 특집에 출연해 '남중, 남고, 공대를 나왔다'고 밝힌 바 있다. 실제로 연우진은 세종대학교 토목환경공학과 학사학위 소지자이며, 영화《친구사이?》출연 직후인 2010년 졸업했다. 원래는 건축가가 되고 싶어서 건축과 진학을 희망했지만, 고등학교 시절 영화감상 동아리에서 활동하는 등 지나치게 영화에 푹 빠져 있어 학업에 완전히 집중하지 못했고 따라서 원하는 성적을 얻지 못해 건축과 진학에는 실패했다고 한다.
대학에 진학해서는 1학년 때 바로 휴학을 하고 군대에 입대했다. 키가 185cm로 장신인 덕분에 의장대에서 복무했다. 입대 전부터 연기에 대한 막연한 생각이 있었는데 그런 생각들을 정리하기 위해 군대에 빨리 입대했다고 한다. 군 제대 후에도 연우진은 전공 필수 수업을 듣는 것을 제외하고는 대부분의 시간을 영화과 수업을 듣는 데 할애했다.
의장대에서 같이 복무했던 동료의 소개로 제대 후 잠시 모델 활동을 한 이력이 있으며, 2009년에는 영화 《친구사이?》로 데뷔하였다. 당시에는 '서지후'라는 이름으로 활동했었는데, 이 이름은 약 4개월 정도만 쓰고 곧 소속사로 들어가게 돼서 현재의 예명인 '연우진'으로 활동하기 시작했다.
본명이 김봉회인 것은 유명하다. 다소 촌스러운 느낌이 들어서인지, 아니면 사람들이 자꾸 '김봉희'로 알아들어서인지 데뷔 초 KBS2 주말연속극 《오작교 형제들》출연 당시만 해도 본명을 숨기고 다녔다. 하지만 이제는 연우진하면 바로 '김봉회'가 떠오를 정도로 떼려야 뗄 수 없는 애칭같은 존재가 되었다. 팬들은 연우진에게 2am의 죽어도 못 보내를 개사해서 '죽어도 못 봉회'라고 노래를 불러줄 정도다. 참고로 '김봉회'에서 '회'는 돌림자이며, 남동생의 이름이 '대회'라고 방송에서 직접 밝혔다.

## 학력
- 강릉고등학교
- 세종대학교 토목환경공학과

## 출연 작품

### 영화
| 연도 | 제목                     | 역할   | 감독          | 비고               |
| ---- | ------------------------ | ------ | ------------- | ------------------ |
| 2009 | 《친구사이?》            | 강민수 | 김조광수      | 데뷔작             |
| 2011 | 《우리는 하늘을 날았다》 | 승기   | 김수영        | 단편               |
| 2014 | 《터널 3D》              | 동준   | 박규택        |                    |
| 2015 | 《화장》                 | 김민수 | 임권택        | 특별출연           |
| 2016 | 《봉이 김선달》          | 효종   | 박대민        | 특별출연           |
| 2017 | 《더 테이블》            | 운철   | 김종관        |                    |
| 2018 | 《궁합》                 | 윤시경 | 홍창표        |                    |
| 2018 | 《아노와 호이가》        | 호이가 | 이재용        | 단편               |
| 2018 | 《출국》                 | 최무혁 | 노규엽        |                    |
| 2021 | 《아무도 없는 곳》       | 창석   | 김종관        | 전주국제영화제     |
| 2022 | 《특송》                 | 김두식 | 박대민        |                    |
| 2022 | 《인민을 위해 복무하라》 | 신무광 | 장철수        |                    |
| 2024 | 《더 킬러스》            | 운철   | 김종관 외 3인 |                    |
| 2025 | 《파과》                 | 강봉희 | 민규동        | 베를린 국제 영화제 |

### 드라마
- 2010년 KBS2 수목드라마 《신데렐라 언니》 ... 동수 역
- 2010년 ~ 2011년 MBC 저녁 일일시트콤 《몽땅 내 사랑》 ... 방우진 역
- 2011년 ~ 2012년 KBS2 주말연속극 《오작교 형제들》 ... 황태필 역
- 2012년 KBS2 4부작 드라마 《보통의 연애》
- 2012년 MBC 수목드라마 《아랑사또전》 ... 최주왈 역
- 2013년 MBC 수목드라마 《남자가 사랑할 때》 ... 이재희 역
- 2013년 ~ 2014년 SBS 드라마스페셜 《별에서 온 그대》 ... 이한경 역 (특별출연)
- 2014년 DRAMA cube 5부작 금요 미니시리즈 《시크릿 러브 - 보고싶습니다》 ... 장현진 역
- 2014년 tvN 금토드라마 《연애 말고 결혼》 ... 공기태 역
- 2015년 SBS 주말 특별기획 드라마 《이혼변호사는 연애중》 ... 소정우 역
- 2016년 tvN 월화드라마 《또! 오해영》 ... 공기태 역 (특별출연)
- 2017년 tvN 월화드라마 《내성적인 보스》 ... 은환기 역
- 2017년 KBS2 수목드라마 《7일의 왕비》 ... 이역 역
- 2017년 SBS 드라마스페셜 《이판사판》 ... 사의현 역
- 2018년 OCN 주말드라마 《프리스트》 ... 오수민 역
- 2019년 KBS2 월화드라마 《너의 노래를 들려줘》 ... 장윤 / 장도훈 역
- 2020년 OCN 토일드라마 《써치》 ... 조민국 역
- 2021년 JTBC 금토드라마《언더커버》 ... 한정현 / 이석규 (지진희 젊은시절) 역
- 2022년 JTBC 수목드라마 《서른, 아홉》 ... 김선우 역
- 2023년 Netflix 오리지널 드라마 《정신병동에도 아침이 와요》 ... 동고윤 역
- 2024년 KBS 월화드라마 《멱살 한번 잡힙시다》 ... 김태헌 역
- 2024년 JTBC 토일드라마 《정숙한 세일즈》 … 김도현 역

### 예능
| 연도 | 방송사     | 제목                                            | 역할                   | 날짜    | 비고  |
| ---- | ---------- | ----------------------------------------------- | ---------------------- | ------- | ----- |
| 2014 | MBC        | 《황금어장 라디오스타 - 보기보다 웃기네? 특집》 | 게스트                 | 08. 06. | 386회 |
| 2014 | CJ헬로비전 | 《실버퀴즈쇼 청춘열전 - 강릉편》                | 문제 출제자로 특별출연 | 09. 16. |       |
| 2022 | SBS        | 미운 우리 새끼                                  |                        |         |       |

### 교양
| 연도 | 방송사 | 제목                                                                         | 역할     | 날짜    | 비고  |
| ---- | ------ | ---------------------------------------------------------------------------- | -------- | ------- | ----- |
| 2014 | MBC    | 《함께 사는 세상 희망프로젝트 나누면 행복 - 열 명의 천사들에게 찾아온 기적》 | 내레이션 | 09. 04. | 191회 |
| 2016 | G1     | 《피플인사이드 - 연우진 편》                                                 |          | 06. 04. |       |
| 2016 | MBC    | 《희망더하기 - 아프리카 가나 편》                                            |          | 07. 27. |       |

### 뮤직비디오
| 연도 | 가수명    | 곡명                | 비고 |
| ---- | --------- | ------------------- | ---- |
| 2014 | 지아&환희 | 《Falling in Love》 |      |

### 라디오
| 연도 | 방송사      | 제목                                                   | 역할                      | 날짜    | 비고 |
| ---- | ----------- | ------------------------------------------------------ | ------------------------- | ------- | ---- |
| 2013 | KBS Cool FM | 《홍진경의 두시》 여배우 DJ 특집 서현진 편             | 전화연결                  | 07. 30. |      |
| 2017 | MBC FM4U    | 《정유미의 FM데이트》                                  | 게스트                    | 04. 21. |      |
| 2017 | KBS         | 《이수지의 가요광장》 - 드라마 7일의 왕비 홍보         | 박민영, 이동건과 동반출연 | 06. 12. |      |
| 2019 | KBS         | 《정은지의 가요광장》 - 드라마 너의 노래를 들려줘 홍보 | 게스트                    | 08. 01. |      |

## 홍보대사
- 2014년 서초구 문화 홍보대사

## 수상 및 후보
| 연도 | 시상식                     | 부문                             | 작품                                | 결과 |
| ---- | -------------------------- | -------------------------------- | ----------------------------------- | ---- |
| 2012 | MBC 연기대상               | 남자 신인연기상                  | 《아랑사또전》                      | 후보 |
| 2012 | KBS 연기대상               | 남자 연작·단막극상 연작부문      | 《KBS 드라마 스페셜 - 보통의 연애》 | 수상 |
| 2013 | 제6회 코리아 드라마 어워즈 | 남자 우수연기상                  | 《남자가 사랑할 때》                | 후보 |
| 2015 | SBS 연기대상               | 미니시리즈부문 남자 우수연기상   | 《이혼변호사는 연애중》             | 후보 |
| 2017 | SBS 연기대상               | 수목드라마부문 남자 최우수연기상 | 《이판사판》                        | 후보 |
| 2018 | 제13회 숨피 어워즈         | 올해의 연기상 남자부문           | 《7일의 왕비》                      | 후보 |
| 2024 | KBS 연기대상               | 남자 최우수연기상                | 《멱살 한번 잡힙시다》              | 후보 |
| 2024 | KBS 연기대상               | 미니시리즈부문 남자 우수연기상   | 《멱살 한번 잡힙시다》              | 후보 |
| 2024 | KBS 연기대상               | 남자 인기상                      | 《멱살 한번 잡힙시다》              | 후보 |
| 2024 | KBS 연기대상               | 베스트 커플상 (with 김하늘)      | 《멱살 한번 잡힙시다》              | 후보 |